# فن دیتون
فن دیتون (به انگلیسی: Fen Ditton) یک محله مدنی و روستا در بریتانیا است که در کمبریج‌شر جنوبی واقع شده‌است. فن دیتون ۷۴۷ نفر جمعیت دارد.